# Vil·la Remei
Vil·la Remei je dům ve městě Sitges (Garraf), na Av. Artur Carbonell 25, který je zahrnut v soupisu architektonického dědictví Katalánska (IPA-11967).

## Popis
Stavba je řadová s malou zahradou na levé straně, kde je přístup k budově. Má přízemí a patro. Na fasádě jsou v přízemí dvě oblouková okna s mřížemi. V prvním patře balkon zabírá celou fasádu. Má železné zábradlí a tři obdélníkové dveře. Budova je korunována římsou podporovanou konzolami a kartuší s kruhovými otvory. Střecha je plochá s malou věží.
Fasáda je omítnutá nápodobu bosáže.

## Historie
Jak je uvedeno v Historických archivech Sitges, dne 14. března roku 1911 Joan Bassa i Careny požádal o povolení pro stavbu rodinného domu na vlastním pozemku na cestě Barcelona - Santa Cruz de Calafell. Městská rada schválila projekt na 16. března téhož roku.
V současné době stavba ztratila svou funkci jako bydlení a je zde starožitnictví.